# (20255) 1998 FX2
1998 أف أكس 2 (ويعرف أيضًا باسم (20255) 1998 أف أكس 2 وفق تسمية الكوكب الصغير) (بالإنجليزية: 1998 FX2)‏ هو كويكب ضمن حزام الكويكبات؛ وترتيبه 20255 من حيث الاكتشاف.
اكتُشف هذا الجُرم الفلكي بواسطة بحث لنكولن عن الكويكبات القريبة من الأرض في 22 مارس 1998.

## وصلات خارجية
- (20255) 1998 FX2 في قاعدة بيانات مختبر الدفع النفاث لأجرام النظام الشمسي الصغيرة

- الاكتشاف · مخطط المدار ·  العناصر المدارية · المعلمات المادية

- (20255) 1998 FX2 على موقع ويكي سكاي: DSS2, SDSS, GALEX, IRAS, Hydrogen α, X-Ray, Astrophoto, Sky Map, Articles and images